# Niezwyciężony Secretariat
Niezwyciężony Secretariat (ang. Secretariat, 2010) – amerykański film biograficzny w reżyserii Randalla Wallace wyprodukowany przez Walt Disney Pictures i Mayhem Pictures. Film opowiada o życiu konia wyścigowego o nazwie Secretariat.

## Fabuła
Gospodyni domowa Penny Chenery (Diane Lane) po śmierci ojca dziedziczy jego hodowlę koni wyścigowych, a wraz z nią długi. Szansą na wyprowadzenie rodzinnego majątku na prostą okazuje się nowonarodzone źrebię, które mimo niepozornych początków wyrasta na utalentowanego konia wyścigowego. Z pomocą emerytowanego trenera Luciena Laurina (John Malkovich), Penny próbuje wykreować Secretariata na czempiona, wkraczając tym samym w świat wielkiego wyścigowego biznesu.

## Obsada
- Diane Lane jako Penny Chenery
- John Malkovich jako Lucien Laurin
- Amanda Michalka jako Kate Tweedy
- Graham McTavish jako Charles Hatton
- Kevin Connolly jako Bill Nack
- Carissa Capobianco jako Sarah Tweedy
- Drew Roy jako Seth Hancock
- Scott Glenn jako Christopher Chenery
- James Cromwell jako Ogden Phipps
- Nelsan Ellis jako Eddie Sweat
- Dylan Walsh jako John Tweedy
- Fred Dalton Thompson jako Bull Hancock
- Eric Lange jako Andy Beyer
- Margo Martindale jako Elizabeth Hamm
- Otto Thorwarth jako Ron Turcotte
- Dylan Baker jako Hollis B. Chenery
- Stephen Stanton jako Chic Anderson
- Nestor Serrano jako Pancho Martin
- Roger D. Smith jako Multifarious Stature

## Nagrody i nominacje
Nagroda Satelita 2010
- nominacja: najlepsze zdjęcia − Dean Semler
- nominacja: najlepszy dźwięk − Kami Asgar, Sean McCormack, David Daniel, Kevin O’Connell, Beau Borders